# Precis
Precis, av branschföreningen skrivet PRECIS, är en branschförening för konsultföretag specialiserade på rådgivning inom Public relations i syfte att skapa, underhålla och skydda uppdragsgivares relationer med fler publiker än kunder och potentiella kunder, exempelvis personal, samhälle, marknad och ägare.

## Tävlingar
Precis anordnar sedan 2004 årligen PR-tävlingen Spinn där vinnarna typiskt sett blir uppmärksammade i media.